# MCZ Group
MCZ Group è un'azienda operante nei settori del riscaldamento indoor (stufe, caminetti) e la cottura outdoor (barbecue), fondata nel 1975 e con sede a Fontanafredda.

## Storia
L'azienda nasce nel 1975 come produttrice e fabbricazione di manufatti in cemento. Oggi è presente direttamente nei principali paesi europei e, tramite importatori e distributori, in altri 35 paesi nel resto del mondo, risultando tra i leader continentali del settore. I primi risultati dell'azienda sono stati riscontrati nel settore del barbecue dove, ancora oggi con il marchio Sunday, è leader europeo nel settore della cottura outdoor.
Nel 1995 si è inserita nel mercato dei produttori di stufe e caminetti, incrementando la produzione di anno in anno. Negli ultimi anni ha presentato diversi prodotto innovativi; l'ultimo di questi "Scenario", è stato premiato dalla stampa alla sua presentazione e annoverato nelle riviste di design e di settore. A partire dagli anni 2000, «il marchio Mcz è stato tra i primi a introdurre apparecchi di riscaldamento alimentati a pellet, più pratici rispetto ai sistemi tradizionali a legna».
Nel 2017 acquista la storica società francese Brisach Cheminée, marchio all'avanguardia in Francia.

## I marchi
- MCZ
- Red
- Sunday
- Arco
- Sergio Leoni
- Freepoint

## Società controllate
- Freepoint
- Cadel S.r.l.
- Brisach Cheminée (dal 2017)